# Bielorrusia en los Juegos Olímpicos de Atenas 2004
Bielorrusia estuvo representada en los Juegos Olímpicos de Atenas 2004 por un total de 151 deportistas que compitieron en 22 deportes.  
El portador de la bandera en la ceremonia de apertura fue el luchador Alexandr Medved.

## Medallistas
El equipo olímpico bielorruso obtuvo las siguientes medallas:
| Nombre                           | Deporte            | Competición          |
| -------------------------------- | ------------------ | -------------------- |
| Oro                              |                    |                      |
| Yuliya Nestsiarenka              | Atletismo          | 100 m F              |
| Ihar Makarau                     | Judo               | –100 kg M            |
| Plata                            |                    |                      |
| Ivan Tsijan                      | Atletismo          | Martillo M           |
| Magomed Aripgadzhiyev            | Boxeo              | Semipesado (81 kg) M |
| Viktar Zuyeu                     | Boxeo              | Pesado (91 kg) M     |
| Andrei Rybakou                   | Halterofilia       | 85 kg M              |
| Hanna Batsiushka                 | Halterofilia       | 63 kg F              |
| Yekaterina Karsten               | Remo               | Scull ind. (W1x) F   |
| Bronce                           |                    |                      |
| Irina Yatchanka                  | Atletismo          | Disco F              |
| Natalia Tsylinskaya              | Ciclismo en pista  | 500 m contrarreloj F |
| Tatsiana Stukalava               | Halterofilia       | 63 kg F              |
| Viachaslau Makaranka             | Lucha grecorromana | 84 kg M              |
| Vadzim Majneu Raman Piatrushenka | Piragüismo         | K2 500 m M           |
| Yuliya Bichyk Natalia Helaj      | Remo               | Dos pares (W2-) F    |
| Siarhei Martynau                 | Tiro               | Rifle 50 m M         |